# Stinkender Gänsefuß
Der Stinkende Gänsefuß (Chenopodium vulvaria L.), auch Stink-Gänsefuß oder Übelriechender Gänsefuß genannt, ist eine Pflanzenart in der Familie der Fuchsschwanzgewächse (Amaranthaceae). Sie ist in Eurasien und Nordafrika weitverbreitet. Kennzeichnend ist der Geruch nach verwesendem Fisch, daher der Trivialname.

## Beschreibung und Ökologie

### Vegetative Merkmale

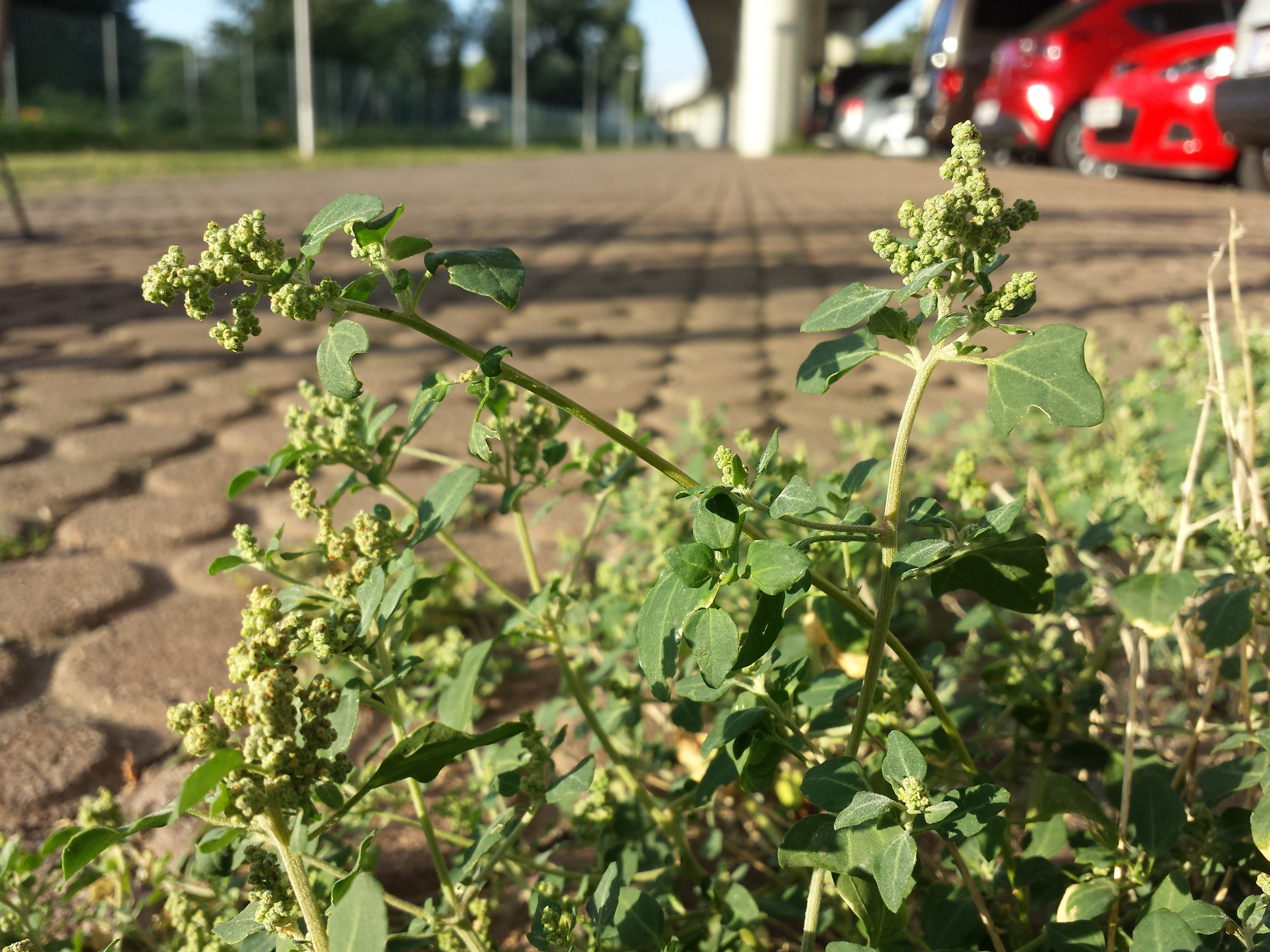
Habitus

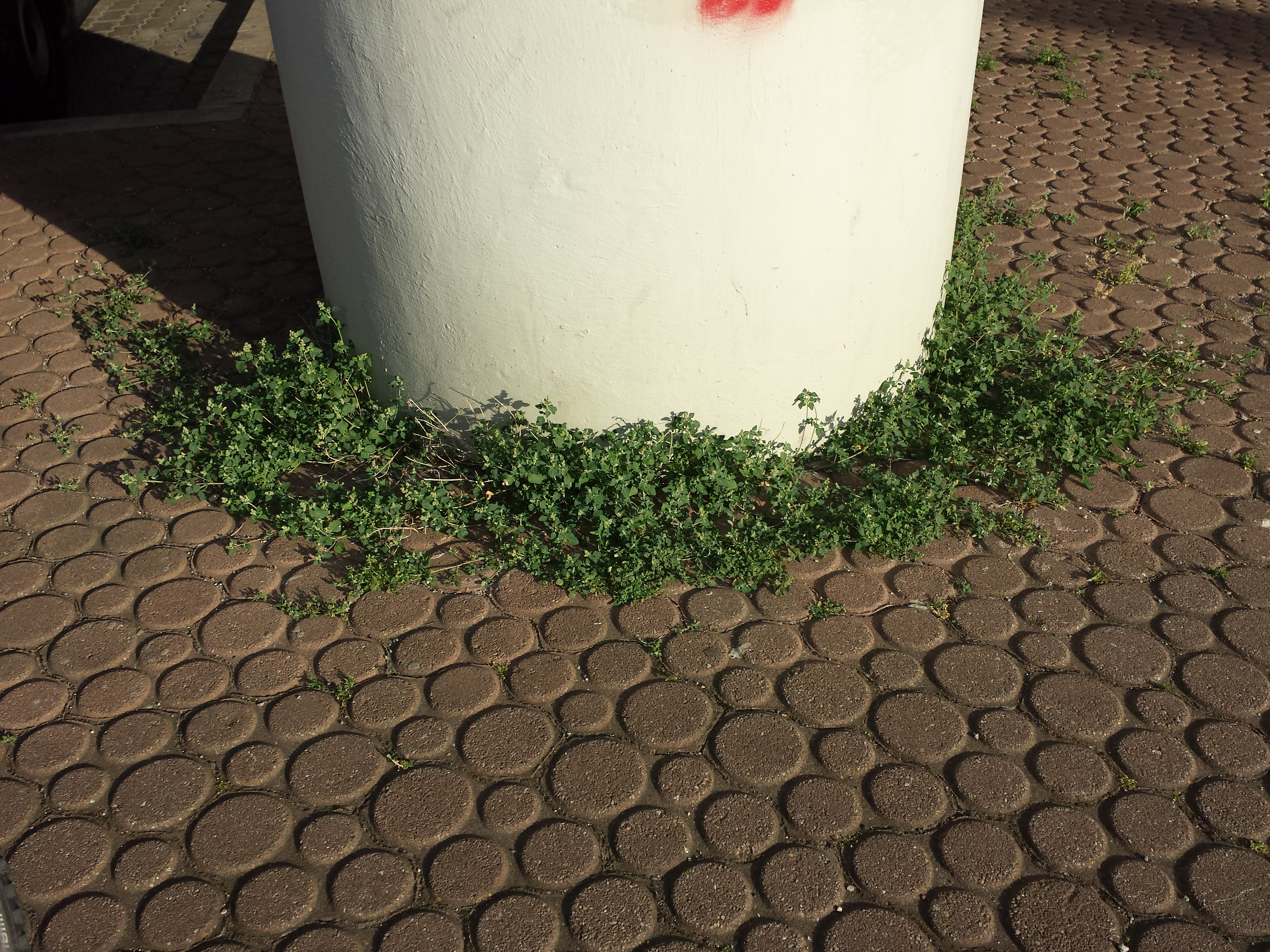
Die Art ist sehr wärmebedürftig und tritt daher in Mitteleuropa gerne an Mauerfüßen auf.

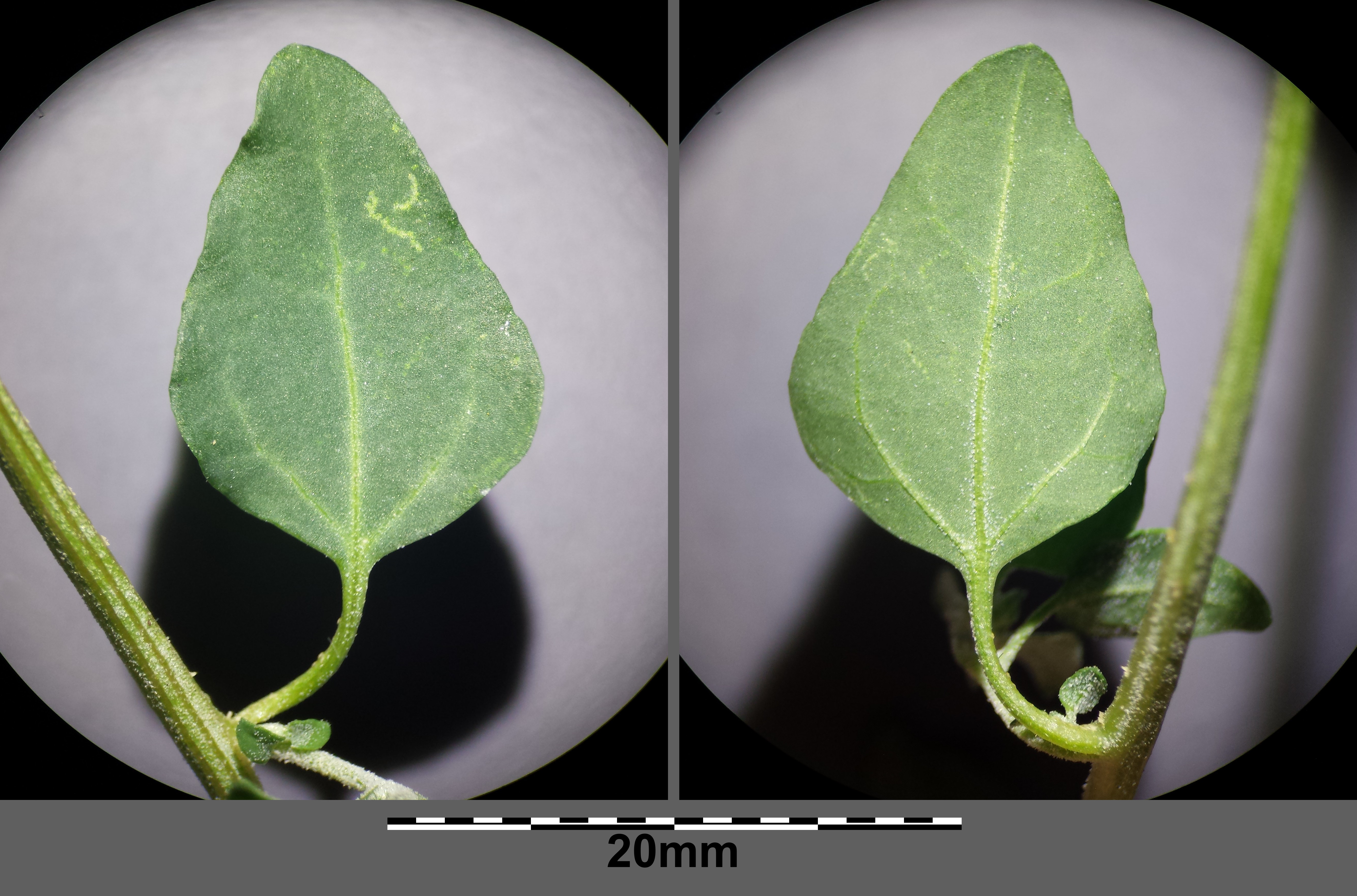
Dickliches, ganzrandiges und rhombisches Laubblatt

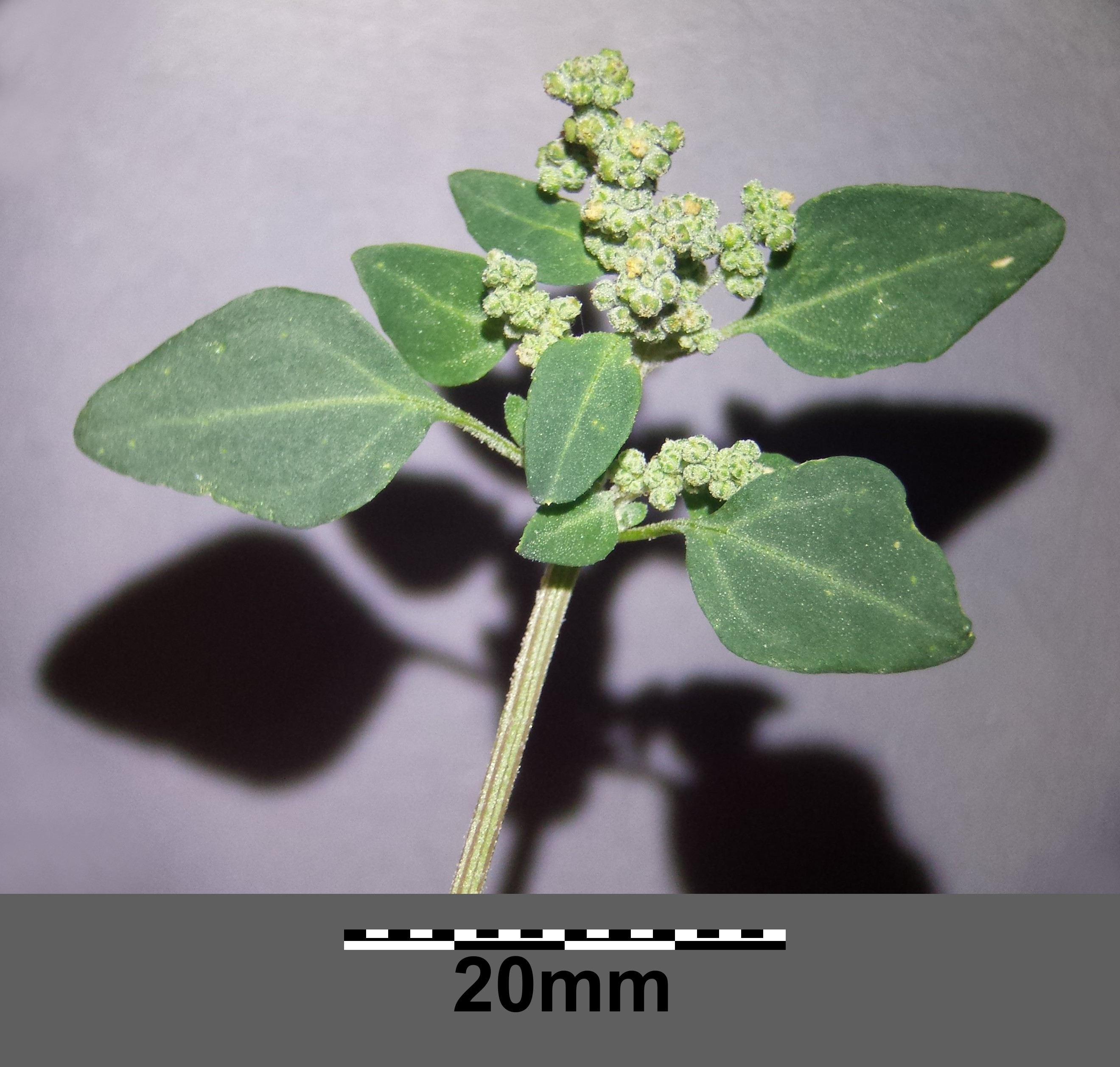
Blütenstand

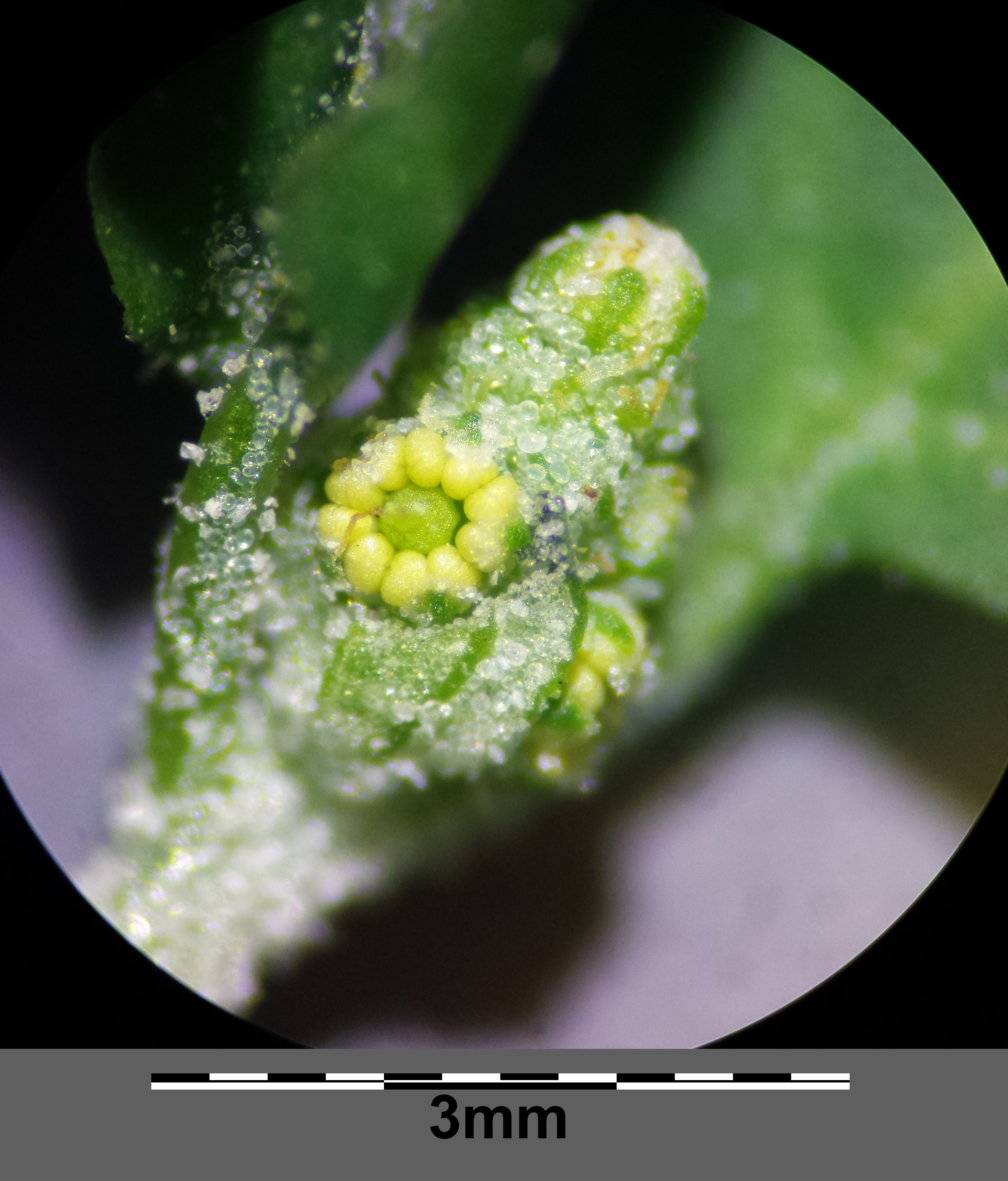
Blütenstand (Detail)

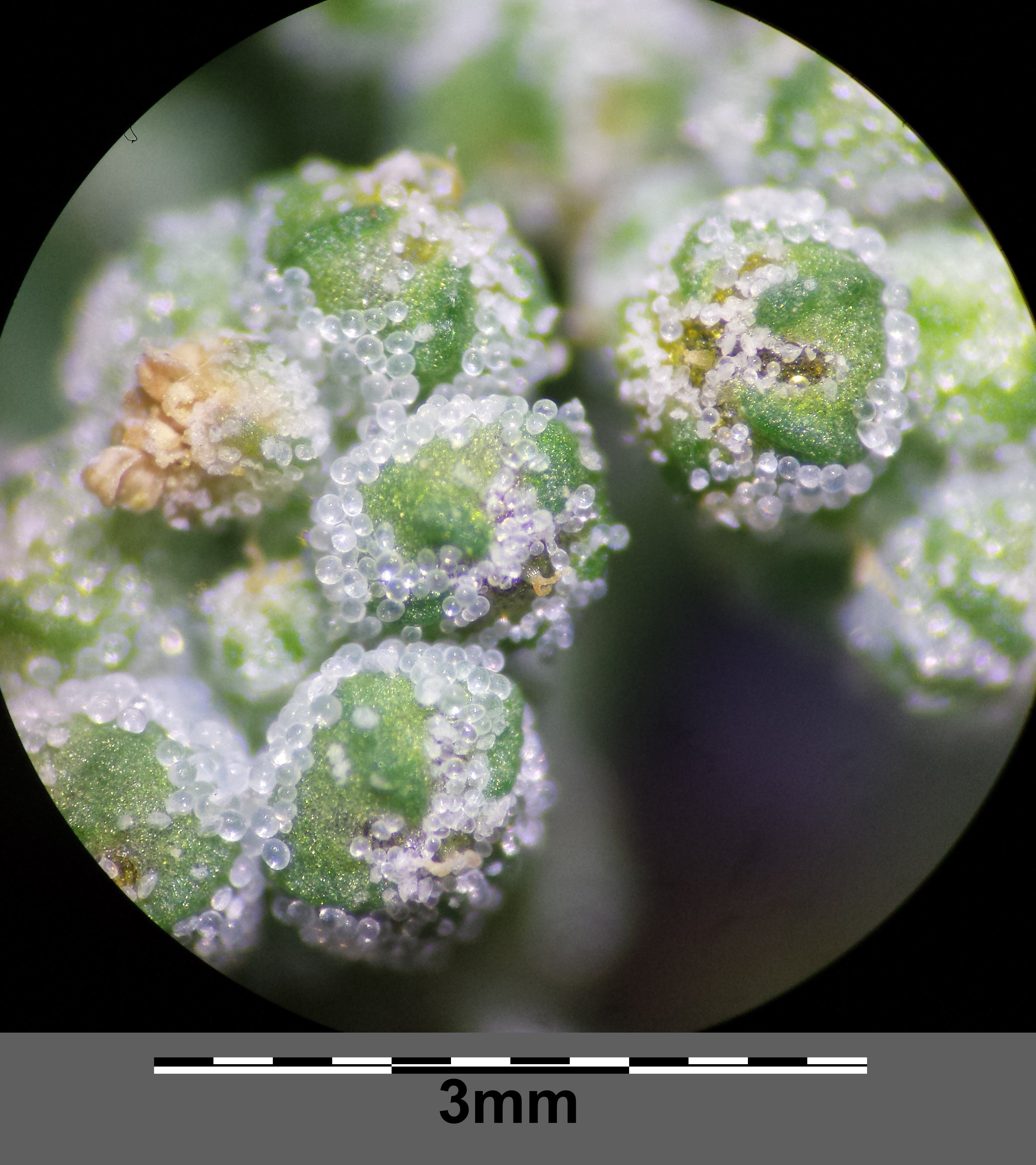
Die Blüten sind dicht mit Blasenhaaren besetzt.

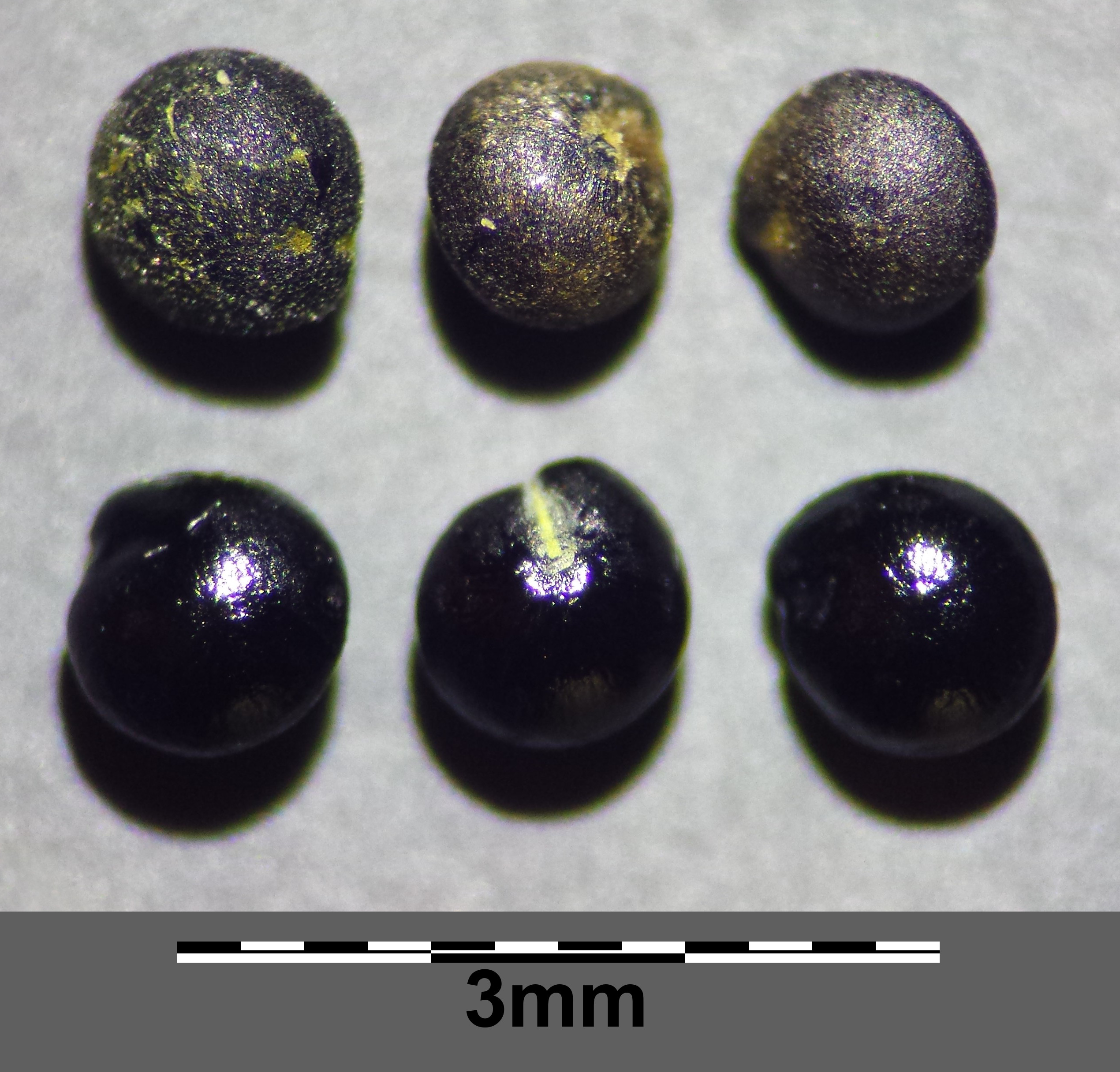
Samen

Der Stinkende Gänsefuß ist eine einjährige krautige Pflanze. Er besitzt einen starken, unangenehmen Geruch nach verwesendem Fisch (hervorgerufen durch Trimethylamin); der Geruch hält sich auch bei getrockneten Herbarpflanzen noch über Jahrzehnte und ist besonders intensiv beim Zerreiben der Pflanzenteile wahrnehmbar. Der aufrechte bis niederliegende, bemehlte und nicht rötliche Stängel wird etwa 40 Zentimeter lang und ist gewöhnlich stark verzweigt. Die untersten, aufsteigenden bis niederliegenden, bis 70 Zentimeter langen Seitenzweige wirken durch kurze Blattabstände manchmal fast gegenständig.
Die wechselständigen Laubblätter weisen eine Länge von bis zu 3 Zentimeter und eine Breite von bis zu 1,5 Zentimeter auf und sind 0,8 bis 0,9 Zentimeter lang gestielt. Die Blattspreite ist rhombisch bis oval, mit gestutzter oder verschmälerter Basis und ganzrandig. Sie sind grau mehlig bestäubt, besonders dicht auf der Unterseite; oberseits sind sie graugrün oder selten auch rötlich.

### Blütenstand und Blüte
In kurzen endständigen rispigen oder seitenständigen ährigen Gesamtblütenständen stehen in kleinen, fast kugeligen Knäueln (Teilblütenständen) die Blüten zusammen. Vorblätter fehlen. Die Blüten sind meist zwittrig. Die Blütenhülle besteht aus fünf mindestens bis zur Mitte verbundenen, mehligen Tepalen. Die freien Tepalenzipfel sind bei einer Länge und Breite von 0,5 bis 0,7 mm dreieckig mit abgerundetem Rücken. Es sind fünf Staubblätter (bei seitlichen Blüten oft fehlend) und zwei kurze Narben vorhanden.
Die Bestäubung erfolgt in der Regel durch den Wind, selten auch durch Insekten. Die Blütezeit reicht in Deutschland von Juni bis September. Für Pakistan wird eine frühere Blütezeit von April bis Juli angegeben.

### Frucht und Samen
Die flach-eiförmigen Früchte fallen zusammen mit der anliegenden Blütenhülle ab. Der horizontale Same ist bei einem Durchmesser von 0,9 bis 1,2 mm linsenförmig mit rundlichem Umriss. Seine braun-schwarze Samenschale ist glatt und weist nur schwache radiale Streifen auf.

### Chromosomenzahl
Die Chromosomenzahl beträgt 2n = 18 (in einer Untersuchung wurden 2n = 36 gefunden).

## Inhaltsstoffe und Giftigkeit
Der unangenehme Geruch wird durch Trimethylamin verursacht. Alle Pflanzenteile gelten als wenig giftig.
Hauptwirkstoffe sind Mono-, Di- und Trimethylamin, 1,14 % Betain.
Trimethylamin verursacht in größeren Dosen cerebrale Krämpfe, die in wirklichen Tetanus übergehen können. Weiterhin können eine Steigerung der Reflexerregbarkeit und eine Blutdrucksteigerung beobachtet werden. Der Tod kann durch Atemstillstand eintreten.
Da der Stinkende Gänsefuß wenig Trimethylamin enthält und sehr unangenehm schmeckt, ist eine Vergiftung unwahrscheinlich.

## Vorkommen und Gefährdung
Der Stinkende Gänsefuß ist im Mittelmeergebiet (Nordafrika, Südeuropa), in Mittel- und Osteuropa, Südwestasien und Zentralasien heimisch. Eingeführt kommt er auch in Südafrika, Nordamerika und Australien vor. Er ist fast in ganz Europa von der meridionalen bis zur nördlich-gemäßigten Klimazone verbreitet, im Norden tritt er allerdings nur als Adventivpflanze auf.
Während er in Mitteleuropa auf das Flach- und Hügelland beschränkt ist, kann er im Iran bis in Höhenlagen von 2800 m gedeihen. Sein Lebensraum sind gestörte Stellen wie Gärten, Äcker und Straßenränder, im Iran auch Ödland, Steppen oder offene Trockenwälder. Im Kanton Wallis steigt sie bei Findeln bis 2190 Meter auf.
In Deutschland wurde der Stinkende Gänsefuß bereits vor Jahrhunderten als Heilpflanze eingeführt und ist aus den Kulturen verwildert (Archäophyt). Er besiedelt hier kurzlebige Ruderalfluren (Verband Sisymbrion), beispielsweise an Wegen, Zäunen oder Mauern, auf Müll- oder Schuttplätzen, auf Hühnerhöfen, Gänseangern oder an offenen Jaucherinnen in alten Dorfkernen. Er ist eine Zeigerpflanze für Wärme und übermäßigen Stickstoffreichtum. Im System der Pflanzensoziologie ist er eine Kennart der Assoziation Chenopodietum vulvariae. Die ökologischen Zeigerwerte nach Landolt et al. 2010 sind in der Schweiz: Feuchtezahl F = 2 (mäßig trocken), Lichtzahl L = 4 (hell), Reaktionszahl R = 4 (neutral bis basisch), Temperaturzahl T = 4+ (warm-kollin), Nährstoffzahl N = 5 (überdüngt), Kontinentalitätszahl K = 4 (subkontinental).
Durch Bebauung, Dorfsanierung, Burgrestaurierung oder Verfugung von Mauern verschwinden heute die Lebensräume des Stinkenden Gänsefußes, so dass die Bestände in Mitteleuropa stark zurückgegangen sind. In Deutschland gilt diese Art als stark gefährdet (Rote Liste gefährdeter Arten 2). In Brandenburg, Sachsen-Anhalt, Thüringen, Hessen, Rheinland-Pfalz, Saarland und Bayern gilt sie als stark gefährdet, in Niedersachsen mit Bremen, Mecklenburg-Vorpommern, Sachsen, Nordrhein-Westfalen und Baden-Württemberg als vom Aussterben bedroht (Rote Liste 1). In Schleswig-Holstein, Hamburg und Berlin ist sie bereits ausgestorben.
Auch in der Schweiz steht Chenopodium vulvaria als gefährdet oder vom Aussterben bedroht auf der Roten Liste.

## Systematik
Die Erstveröffentlichung von Chenopodium vulvaria erfolgte 1753 durch Carl von Linné in Species Plantarum.
Synonyme für Chenopodium vulvaria L. sind Chenopodium foetidum Lam. (nom. illeg.), Chenopodium olidum Curtis (nom. illeg.), sowie Atriplex vulvaria (L.) Garsault (nom. inval.) und Atriplex vulvularia (L.) Crantz.

## Nutzung
Chenopodium vulvaria war in der Volksmedizin als Heilpflanze gebräuchlich. Die ganze Pflanze wurde gegen Krämpfe und gegen das Ausbleiben der Menstruation (Amenorrhoe) eingesetzt. Ein Aufguss aus den getrockneten Blättern wurde bei der Behandlung von Nervösen Störungen, Hysterie und Frauenleiden verabreicht.
Die Samen sollen gekocht oder gemahlen essbar sein. Um die schwach giftigen Saponine zu entfernen, ist vorheriges Einweichen und sorgfältiges Abspülen nötig.
Die Pflanze wurde auch als Färbepflanze verwendet und lieferte gold-grüne Farbtöne.

## Trivialnamen
Für den Stinkenden Gänsefuß bestehen bzw. bestanden auch die weiteren deutschsprachigen Trivialnamen: Bockskraut, Bocksmölten (Schlesien), Buhlkraut, Faulfischkraut (Schweiz), Fazenkraut (Schlesien), Fotzenkraut (Lienz, Frankfurt an der Oder), Fühlkraut, Hundsmelte (Baden-Baden), Nackte Hure, Stinkende Hure (Schlesien, Sachsen, Thüringen), Mauzenkraut (Schlesien), Mistkraut, Mistmelde, Mundfäulkraut (Österreich), Schamkraut (Sachsen), Scheissmelde, Wühlkraut (Sachsen) und Wuhlkraut (Sachsen).